# Мадрис, Эмилиано
Эмилиано Мадрис (исп. Emiliano Madriz, 1800 — 16 декабря 1844) — никарагуанский адвокат и политик, исполнявший обязанности Верховного директора страны, член Либеральной партии.

## Биография
Родился в 1800 году в Леоне, был сенатором Законодательной Ассамблеи страны. В 1844 году, во время выборов Верховного директора страны ни один из кандидатов не получил требуемого по Конституции количества голосов, и Ассамблея выбрала Мануэля Переса, но во время начавшейся войны против Малеспина он оставил этот пост, и обязанности Верховного директора были переданы Эмилиано Мадрису.
25 октября 1844 года Малеспин взял в свои руки личное руководство сальвадорской армией, и вступил на территорию Гондураса, где к нему присоединились гондурасские войска под командованием Гуардиолы. 26 ноября эти объединённые войска, названные «Армией защиты мира», начали под верховным командованием Малеспина осаду никарагуанского Леона. Эмилиано Мадрис возглавил оборону города, который продержался 45 дней.
Консерваторы из Гранады и Риваса вступили в переговоры с Малеспином, который также являлся консерватором, и не стали поддерживать возглавляемый либералами Леон. Вместо этого они создали новое правительство в Масае, которое возглавил Сильвестре Сельва.
После того, как груз оружия для леонских либералов на борту судна, стоявшего в Эль-Реалехо в департаменте Чинандега, попал в руки интервентов, Гуардиола взял контроль над «Армией защиты мира» в свои руки, и 24 января 1845 года предал Леон огню, после чего город был полностью разграблен, а его видные представители — казнены. В честь героизма защитников Леона датой окончания действия администрации Мадриса считается 25 января 1845 года — день, когда он был расстрелян по прямому приказу Малеспина.